# Stănița
Stănița là một xã thuộc hạt Neamț, România. Dân số thời điểm năm 2002 là 2230 người.